# Ethnobotanique
L'ethnobotanique, contraction d'ethnologie et de botanique, est l'étude des relations entre l'Homme et les plantes. Son domaine d'étude implique une large gamme de disciplines depuis les recherches archéologiques sur les civilisations anciennes jusqu'à la bio-ingénierie de nouvelles cultures comme le blé. La méthode ethnobotanique part de la connaissance empirique acquise au cours de centaines de générations, basée sur les observations de masse (méthode des essais et erreurs) et généralement sur une tradition orale, et conservée grâce à la mémoire collective de groupes sociaux.

## Objectifs
L'ethnobotanique est une branche de l'anthropozoologie. Elle a été introduite en France par André-Georges Haudricourt. Elle a des visées similaires à celles de l'anthropologie culturelle : comprendre comment d'autres cultures voient le monde et quelles relations elles entretiennent avec lui.
Il existe aussi l'ethnopharmacologie, l'ethnoentomologie ou encore l'ethnoécologie. Ces deux derniers domaines de recherche ont été développés par Raymond Pujol, professeur au Muséum national d'Histoire naturelle de Paris .
L’archéoethnobotanique a pour but la récupération, l'identification taxonomique et la conservation des restes végétaux retrouvés en contexte archéologique. La paléoethnobotanique, corollaire interprétatif de l'archéobotanique, tente d'interpréter les interactions passées entre les plantes et les hommes de la Préhistoire, ce qui la distingue de l’ethnobotanique historique qui étudie ces interactions à partir de l'examen de textes écrits.

## Histoire

### Fondements

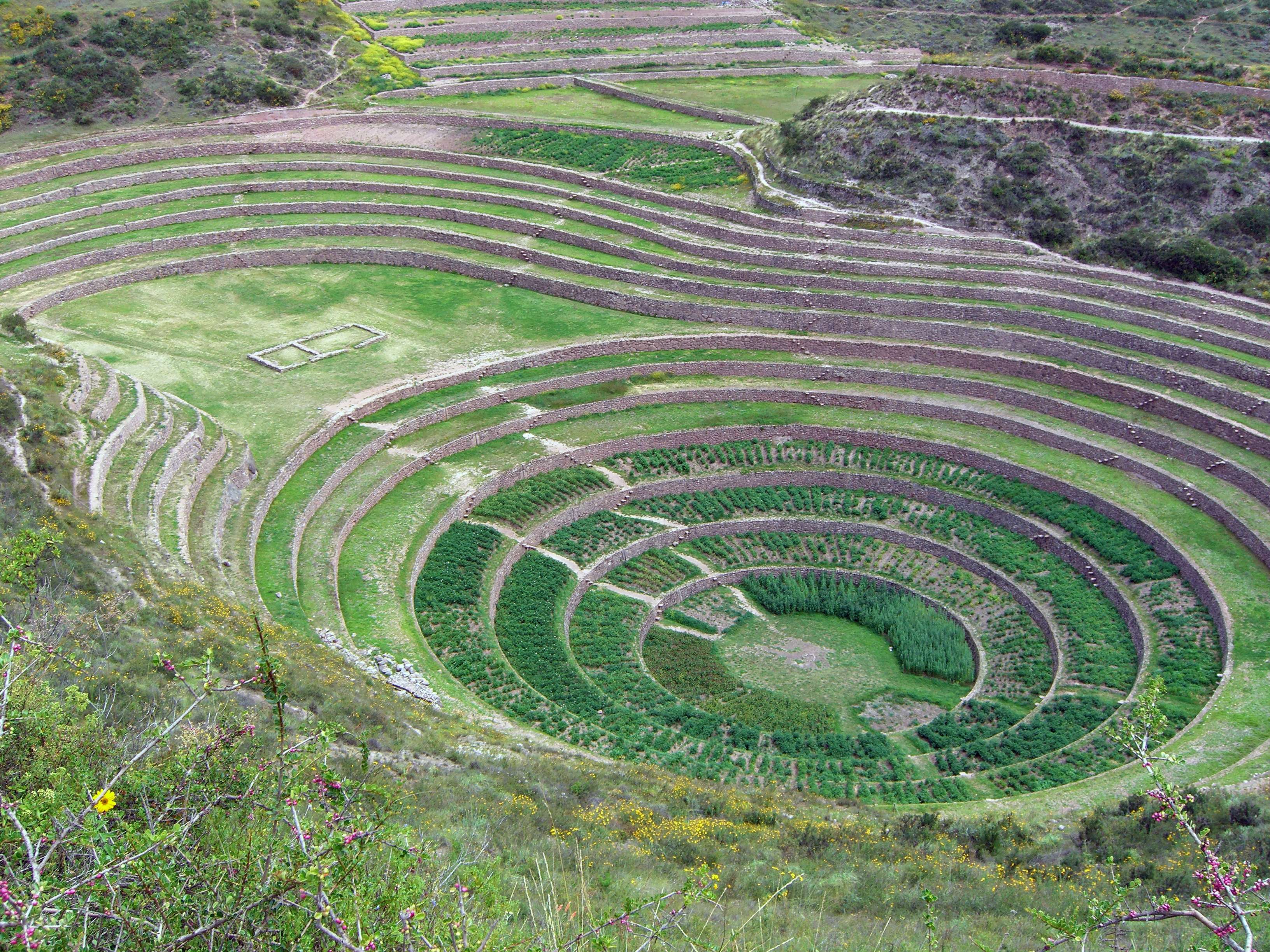
Les terrasses de Moray (Pérou) où les Incas expérimentaient différentes variétés de pomme de terre.

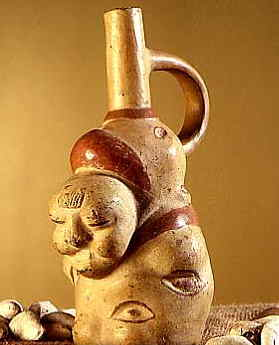
Axomama, déesse de la pomme de terre, culture Mochica, Pérou.

Ce terme fut d'abord employé en 1895 par John Harshberger qui disait : « Il est de la première importance d'étudier attentivement ces ethnies primitives et de répertorier les plantes dont elles ont trouvé l'utilité pour leur vie économique, avec l'idée que des propriétés valables pour leur vie sauvage pourraient très bien remplir des fonctions non assurées dans la nôtre. » À cette époque, il définit l'ethnobotanique comme « la science de l’usage des plantes par les peuples aborigènes ». Harshberger mena des recherches d'ethnobotanique en Afrique du Nord, en Scandinavie, au Mexique et en Pennsylvanie. En 1916, Wilfred Williams Robbins décrit l'ethnobotanique comme la science expliquant la compréhension qu'ont les peuples autochtones de la vie végétale et les relations qu'ils ont avec les plantes, au-delà de l'aspect purement économique. En 1941, Volney Jones propose que l’ethnobotanique « porte exclusivement sur l’interrelation de l’homme primitif et des plantes et prend pour seul but l’illumination de ce contact », intégrant les dimensions spirituelles, mythologiques et religieuses de plantes, et pas seulement leur utilité pratique. En 1950, Georges Peter Murdock considère l'ethnobotanique comme faisant partie des ethnosciences. En 1978, Richard Ford considère que « l’ethnobotanique est l’étude des interrelations directes entre les humains et les plantes », étendant l'ethnobotanique à l'ensemble des sociétés humaines. Les travaux de Richard Evans Schultes, en Amazonie et au Mexique, ont contribué à populariser l'ethnobotanique.
En France, la publication de L'Homme et les Plantes cultivées, d'André-Georges Haudricourt et de Louis Hédin, en 1943, joue un rôle majeur pour la diffusion de l'ethnobotanique. En 1957, Roland Portères crée le laboratoire d’ethnobotanique et d’ethnozoologie, au Muséum national d'Histoire naturelle, implantant l'ethnobotanique en France.
Rétrospectivement, des travaux anciens, comme l'ouvrage De materia medica de Dioscoride ou la description par Jacques Cartier d'un remède iroquois contre le scorbut, ont été considérés comme des exemples d'ethnobotanique.

### AuXXIesiècle
Les plantes et leurs usages connaissent un nouvel intérêt dans les sociétés occidentales modernes dans une vision folklorique et idéologique, mais cet intérêt relève également d'une démarche scientifique d'étude et de patrimonialisation des derniers savoirs populaires oraux en matière de connaissance des usages des plantes. 
On distingue d'un côté une tendance vers un « retour à la nature » (même si l'écologisme n'atteint pas un consensus), souvent poussé par une prise de conscience solastalgique.